# Еврікратид
Еврікратид (дав.-гр. Ἀνάξανδρος, д/н — бл. 590 до н. е.) — цар Спарти у 615—590 роках до н. е. (за іншою хронологією 660/650—600 роки до н. е.). Ім'я перекладається як «Широкий володар».

## Життєпис
Походив з династії Агіадів. Син царя Анаксандра та Леандріди. За його правління продовжилася політика розширення впливу Спарти на Пелопоннеському півострові. Новим супротивником стало місто-держава Тегея в Аркадії. Але Еврікратид двічі зазнав поразках у битвах з тегейцями.
Йому спадкував син Лев.